# Вила Де Нардис (Кјети)
Вила Де Нардис је насеље у Италији у округу Кјети, региону Абруцо.
Према процени из 2011. у насељу је живело 181 становника. Насеље се налази на надморској висини од 130 м.